# Chesnois-Auboncourt
 Chesnois-Auboncourt  là một xã ở tỉnh Ardennes, thuộc vùng Grand Est ở phía bắc nước Pháp.